# Silvestra Rogelj Petrič
Silvestra Rogelj Petrič (*1951), slovenska mladinska pisateljica in novinarka ter urednica časopisa Delo (časopis).

## Življenje in delo
Študirala je v Avstriji in na Nizozemskem. Po poroki z diplomatom je odšla v tujino. Bogate izkušnje in strokovno znanje so ji bile navdih za zgodbe in članke. Zavzema se za varovanje okolja, obravnava okoljske probleme ter predvsem ozavešča mlade in stare, da je treba Zemljo spoštovati.
Tanke knjižice so namenjene za skupno branje staršev in predšolskih otrok. Spodbujajo k razvijanju zgodnjih bralnih sposobnosti.
Glavni osebi, ki nastopata v zgodbah, sta Eva in Tomi. Dogajanje je postavljeno v vsakdan. Besedilo je enostavno za razumevanje.

## Nagrade
- Naziv komunikatorica znanosti - priznanje za dosežke pri komuniciranju znanosti in o znanosti v letu 2017.[1]